# تين أجوف
تين أجوف (الاسم العلمي:Ficus fistulosa) هو نوع هجين من النباتات يتبع جنس التين من الفصيلة التوتية.